# Aitakute Aitakute
Singles de Kana Nishino
Best Friend
(2010) if
(2010)
Pistes de To LOVE
Dear… You are the one
Aitakute Aitakute (会いたくて 会いたくて) est le 10e single de la chanteuse de J-pop Kana Nishino.

## Présentation
Il est sorti sous le label SME Records Inc. le 24 février 2010 au Japon. Il sort au format CD. Il atteint la 2e position à l'Oricon. Il se vend à 38 768 exemplaires la première semaine et reste classé 25 semaines pour un total de 97 103 exemplaires vendus. La chanson Aitakute Aitakute se trouve sur l'album To LOVE et sur la compilation Love Collection ~mint~.

## Pistes
| 1. | Aitakute Aitakute (会いたくて 会いたくて) | Kana Nishino, GIORGIO13        | GIORGIO CANCEMI                            | GIORGIO CANCEMI     | 4:43 |
| 2. | LOVE IS BLIND                             | Kana Nishino                   | HIRO(Digz,inc)                             | HIRO(Digz,inc)      | 3:57 |
| 3. | Grab Bag                                  | Kana Nishino, Sachiyo Matsuoka | DJ Mass(VIVID Neon*), EXXXIT, Kana Nishino | VIVID Neon*, EXXXIT | 3:16 |